# آنا پولیتکوفسکایا
آنا پولیتکوفسکایا (به روسی: Анна Степановна Политковская) روزنامه‌نگار و فعال حقوق بشر اهل روسیه بود. وی از خبرنگاران روزنامۀ نوایا گازیتا بود که مهمترین روزنامه‌های منتقد دولت روسیه و شخص پوتین محسوب می‌شود.
آنا پولیتکوفسکایا در ۳۰ اوت ۱۹۵۸ میلادی در شهر نیویورک متولد شد. او اصالتاً روسی بود. والدین او اهل جمهوری شوروی اوکراین بودند. او یکی از روزنامه‌نگاران و فعالان حقوق بشر بود که در زمان جنگ چچن فعالیت‌های زیادی را انجام داده بود.
او بعدها در سن ۴۸ سالگی در تاریخ ۷ اکتبر ۲۰۰۶ به ضرب ۳ گلوله به قتل رسید. در آن زمان شایع شد که احتمال دارد یک گروه تبهکار چچنی و دارای ارتباط با سرویس‌های امنیتی روسیه مسئول این اقدام بوده باشد. ( برخی از فعالان سیاسی و مخالفان پوتین قتل ایشان را هدیه تولد پوتین نامیدند!)
قتل آنا پولیتکوفسکایا، سیزدهمین قتل روزنامه‌نگاران و فعالان اجتماعی منتقد در روسیه از ابتدای سال ۲۰۰۰ بود.